# 레슬리 실바
레슬리 실바(Leslie Silva, 1968년 4월 21일 ~ )는 미국의 배우, 연극 배우, 텔레비전 배우, 영화배우이다.
도쿄도에서 태어났다.

## 방송
- 셰이즈 오브 블루
- 넘버스 시즌6
- 넘버스 시즌5

## 영화
- 리버전 (2008년)
- 넘버스 시즌1 (2005년)
- 오딧세이 5 (2002년)
- 행복한 비밀 (2002년)
- The '70s (2000년)
- 사랑은 다 괜찮아 (1997년)